# NGC 2065
NGC 2065 ist ein offener Sternhaufen im Sternbild Mensa in der Großen Magellanschen Wolke.
Das Objekt wurde am 24. September 1826 von James Dunlop entdeckt.